# Alain Robbe-Grillet
Alain Robbe-Grillet (Brest, Bretaña; 18 de agosto de 1922-Caen, Normandía; 18 de febrero de 2008) fue un escritor y cineasta francés. Fue el principal teórico y animador del movimiento literario llamado nouveau roman (traducido como nueva novela).

## Biografía
Nacido en la ciudad bretona de Brest en 1922, sus padres eran Gaston Robbe-Grillet, creador de una modesta empresa de cartones, e Yvonne Canu, natural de la zona de Brest. Pasaron pronto a vivir en París, donde Alain estudió en el Liceo Saint-Louis, aunque los veranos iba a la costa bretona o al Jura, de donde era su padre. Se graduó en Agronomía durante la Ocupación, y en el último año de la guerra estuvo en un campo de trabajo en Alemania, obligado por los ocupantes. Ya como ingeniero agrónomo de profesión, viajó por Marruecos, Guinea, La Martinica o Guadalupe de 1949 a 1951. Luego la abandonó para dedicarse a la literatura.
En 1953 publicó en la editorial Les Éditions de Minuit Les gommes, su primera obra con esa intención narrativa, que obtuvo el Prix Fénéon. Obtuvo críticas muy favorables de Jean Cayrol y de Roland Barthes, con quien tendría gran amistad de por vida.
En 1954 apareció Le Voyeur, que fue premiado con el Prix des Critiques en 1955. Trabó amistad con Jérôme Lindon, director de Les Éditions de Minuit, de la que fue asesor literario treinta años, de 1955 a 1985. 
En 1963 publicó Pour un Nouveau Roman, una recopilación de sus artículos editados en su mayoría en el semanal L'Express, lo que le convirtió en el teórico de ese movimiento literario, cuyo nombre —nouveau roman— fue creado por un crítico de Le Monde que no comprendía al grupo. Robbe-Grillet dijo al respecto que este no entendió que Claude Simon venía de Faulkner, Michel Butor de Joyce y él mismo de Kafka.
También escribió importantes guiones de cine, como El año pasado en Marienbad, dirigida por Alain Resnais en 1961. Y muy pronto fue él mismo director de cine, destacando en su filmografía —diez películas— La inmortal, Jugar con fuego o La bella cautiva.
No hizo entrar la política en su literatura, pero sí firmó a favor de la independencia de Argelia en los años de confrontación. En su obra biográfica El espejo que vuelve hizo varias valoraciones críticas de su propia obra y de las modas de su tiempo, así como al hilo del relato de la ideología de su familia, muy conservadora, dio una imagen notable de su oposición.
De 1966 a 1968 Alain Robbe-Grillet colaboró con el Haut comité pour la défense et l'expansion de la langue française (Alto Comité para la Defensa y la Expansión de la Lengua Francesa). De 1972 a 1997 fue profesor en Estados Unidos, en la Universidad de Nueva York (NYU) y en la Washington University de Saint-Louis (Misuri). También dirigió el Centro de Sociología de la Literatura en la Universidad de Bruselas, entre 1980 y 1988.
Alain Robbe-Grillet fue elegido miembro de la Academia Francesa de la Lengua el 25 de marzo de 2004 pero nunca tomó posesión de su asiento al considerar la ceremonia de investidura y la vestimenta obligatoria obsoletas. Falleció a los 85 años de edad, el 18 de febrero de 2008, a causa de una crisis cardíaca.
Estaba casado desde 1957 con la escritora Catherine Robbe-Grillet, también conocida bajo el seudónimo de Jeanne de Berg. Es una figura fundamental durante toda su vida, y también fue colaboradora suya: trabajó como actriz y ayudante en varios filmes, desde La Immortal (1963) y Trans-Europ-Express (1966).

## Estilo literario
El nouveau roman se caracteriza por un grado de objetividad llevado al punto en que el autor no interviene en las situaciones o los personajes; a menudo estos son solo espectadores de un mundo de objetos que parecen cobrar el principal valor (en cuanto actantes) de las obras. Este movimiento, en el que se incluyen en mayor o menor medida a Nathalie Sarraute, Claude Simon, Michel Butor, Robert Pinget, Marguerite Duras o Samuel Beckett, entre otros, fue apoyado por grandes críticos, como Roland Barthes, sobre quien ha escrito páginas agudas Robbe-Grillet.
La escritura de Alain Robe-Grillet ha sido descrita como «realista», «fenomenológica» (en el sentido que le da Heidegger) o como «una teoría de la superficie pura».[cita requerida] Las descripciones metódicas, geométricas y a menudo repetitivas de los objetos y de los lugares revelan la psicología y la personalidad de los personajes. El lector tiene que recomponer la trama y las experiencias emocionales a partir de la repetición de las descripciones, de la atención prestada a detalles en apariencia insignificantes y de las rupturas en la continuación lógica, como si se tratara de un rompecabezas. Este proceso recuerda el método del psicoanálisis, en que el significado profundo se revela por medio de la discontinuidad o de la asociación de ideas. Tanto la trama como el desarrollo cronológico están fragmentados, por lo que la novela resultante podría ser el equivalente literario de la pintura cubista.

### Novelas
- Un régicide (Un regicida), 1949.
- Les gommes, 1953. Tr.: La doble muerte del profesor Dupont, Seix-Barral, 1971.
- Le voyeur, 1955. Tr.: El Mirón, Seix-Barral, 1969.
- La jalousie, 1957. TR.: La celosía, Barral, 1970.
- Dans le labyrinthe, 1959. Tr.: En el Laberinto, Losada, 1959.
- Instantanés, 1962. Tr.: Instantáneas, Tusquets, 1969, relatos.
- La maison de rendez-vous, 1965. Trad.: La casa de citas, Barral, 1970.
- Project pour une révolution à New York, 1970. Tr.: Proyecto para una revolución en Nueva York, 1973.
- Topologie d'une cité fantôme, 1976. Tr.: Topología de una ciudad fantasma.
- Souvenirs du Triangle d'Or, 1978. Tr.: Recuerdos del Triángulo de Oro.
- Djinn, 1981.
- La reprise, 2001. (Reanudación).[5]

### Ensayos
- Pour un nouveau roman, 1963.
- Le voyageur, essais et entretiens, 2001, libro de ensayos y conversaciones.

### Textos autobiográficos
- Le miroir qui revient, 1984. Trad.: El espejo que vuelve, Anagrama, 1986.
- Angélique ou l'enchantement, 1988. (Angélique o el encantamiento).
- Les derniers jours de Corinthe, 1994. (Los últimos días de Corinto).
- Préface à une vie d'écrivain, Fiction, 2005
- Correspondance, 2012, ed. E. Lambert, cartas a su mujer.

### Traducido al castellano
- Por una nueva novela, traducción de Pablo Ires, Buenos Aires, Editorial Cactus, 2010.

### Filmografía
- El año pasado en Marienbad, 1961, de Alain Resnais (guion y diálogos).
- La Immortal, 1963.
- Trans-Europ-Express, 1966.
- El hombre que miente 1968.
- El Edén y después 1971.
- Deslizamientos progresivos del placer, 1974.
- Jugar con fuego, 1975.
- La Bella Cautiva, 1983.
- Un ruido de locura, 1995.
- C'est Gradiva qui vous appelle; tr. Es Gradiva la que te llama, 2006.

## Premios y nominaciones
Premios Óscar
| Año  | Categoría                        | Trabajo nominado           | Resultado |
| ---- | -------------------------------- | -------------------------- | --------- |
| 1963 | Mejor argumento y guion original | El año pasado en Marienbad | Nominado  |

Festival Internacional de Cine de Berlín
| Año  | Categoría        | Película             | Resultado |
| ---- | ---------------- | -------------------- | --------- |
| 1968 | Placa de Oro IWG | El hombre que miente | Ganador   |